# Novembre 1899

## Événements
- 2 novembre : la Mission Foureau-Lamy partie d'Algérie en octobre 1898 à travers le Sahara atteint Zinder, au Niger (1899-1900).

- 4 novembre, Canada : quatrième élection législative des territoires du nord-ouest.

- 14 novembre[1] : l’Allemagne cède les Salomon du Nord (à l’exception de Bougainville et de Buka) aux Britanniques (effectif en 1900).

- 15 novembre : le journaliste et futur homme d'État britannique Winston Churchill est emprisonné par les Boers.

- 29 novembre (Espagne) : fondation du FC Barcelone à l'initiative de Hans Gamper.

## Naissances
- 3 novembre : Julien Vervaecke, coureur cycliste belge († 22 mai 1940).
- 6 novembre : André-Julien Gremmel, peintre français († 3 mars 1971).
- 9 novembre : Mezz Mezzrow, clarinettiste et saxophoniste de jazz américain († 5 août 1972).
- 16 novembre : Ian Horobin, homme politique britannique († 5 juin 1976).
- 17 novembre : Roger Vitrac : poète et dramaturge français († 22 janvier 1952).
- 22 novembre : Hoagy Carmichael, acteur américain († 27 décembre 1981).
- 24 novembre : Wen Yiduo, écrivain chinois(† 1946).
- 10 novembre : Billy Boucher, joueur de hockey sur glace († 10 novembre 1958).
- 20 novembre : John Babbitt McNair, premier ministre du Nouveau-Brunswick († 14 juin 1968).
- 29 novembre : Emma Morano, supercentenaire italienne († 15 avril 2017).
- 30 novembre : Edna Brower, femme de John Diefenbaker.

## Décès
- 19 novembre :
  - John William Dawson, géologue.
  - Yan' Dargent, peintre breton (° 1824).
- 28 novembre : Comtesse de Castiglione, courtisane italienne (° 23 mars 1837).